# ملی‌گرایی اسپانیایی

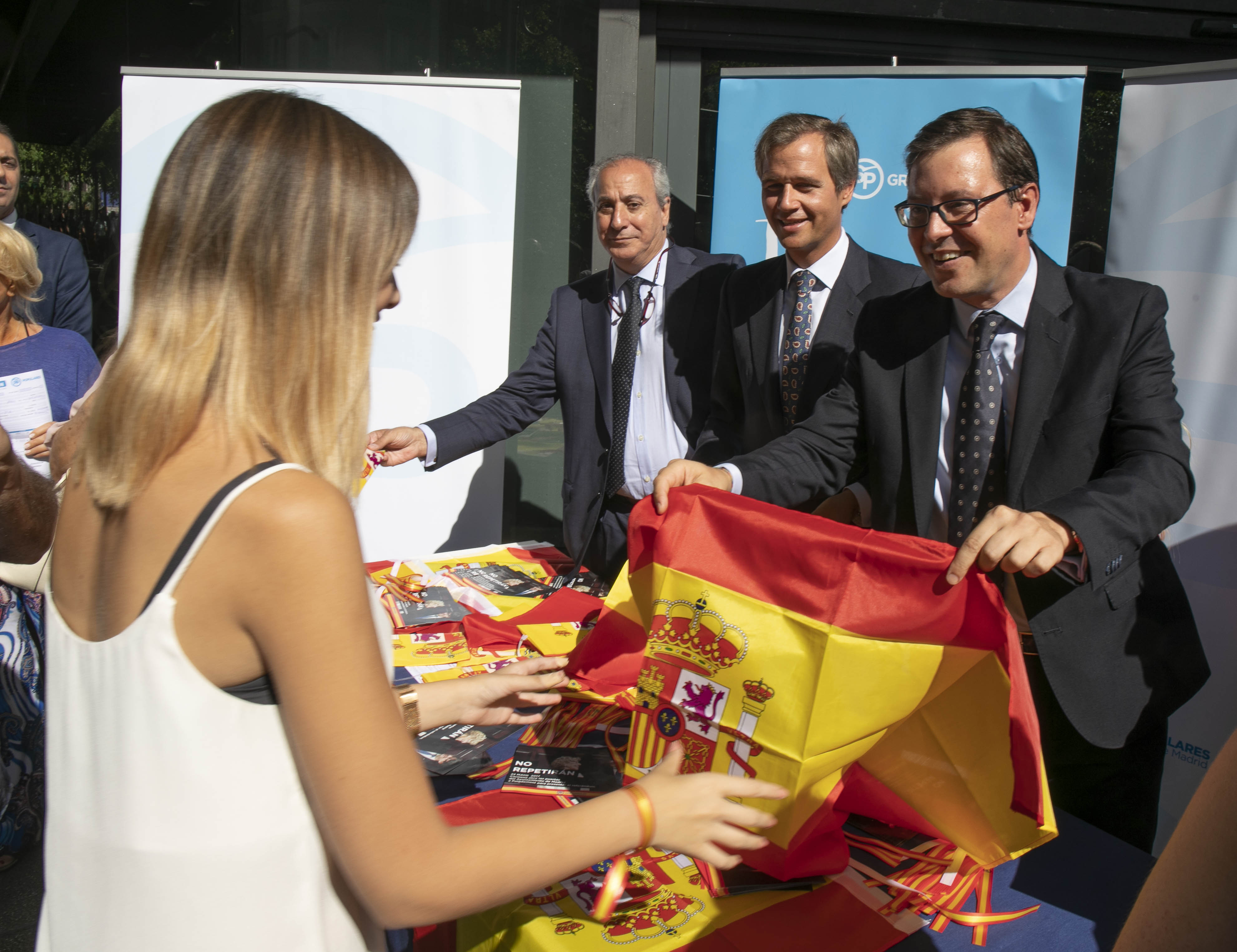
کمپین قراردادن پرچم اسپانیا در بالکن

ملی‌گرایی اسپانیایی یا ناسیونالیسم اسپانیایی به ایدئولوژی گفته می‌شود که از لیبرالیسم اسپانیا در سال ۱۸۱۲ الهام گرفته شده‌است و تأکید بر وحدت ملت اسپانیا دارد.
در طول نیمه اول قرن ۲۰ (به ویژه در دوران دیکتاتوری پریمو دِ ریورا)، نوع جدیدی از ملی‌گرایی اسپانیایی با طعم و مزه نظامی مشخص برای مواضع اقتدارگرا (و همچنین ترویج سیاست‌های مطلوب زبان اسپانیایی در برابر سایر زبان‌های کشور) به عنوان وسیله‌ای برای نوسازی کشور از اردوگاه محافظه کار، با تلفیق اصول بازآفرینی با ناسیونالیسم سنتی اسپانیا، مطرح شد. آرمان ملی استبدادی در دوران دیکتاتوری فرانکوئیست، از طریق کاتولیک ملی،  که به نوبه خود با افسانه هیسپانیداد تکمیل شد.
نمود بارز ملی‌گرایی اسپانیا در سیاست مدرن اسپانیا، تعویض حملات با ملی‌گرایی‌های مختلف منطقه است. گفتمان ملی‌گرایی اسپانیایی که از ابتدا پس از پایان فرانسیسم به شکل نسبتاً پراکنده و واکنشی وجود داشت، از دهه ۱۹۸۰ اغلب به عنوان میهن‌پرستی مشروطه شناخته می‌شود. غالباً مانند سایر ملی گرایان دولت نادیده گرفته می‌شود، ادعای «عدم وجود» آن مورد رایج مورد حمایت شخصیت‌های برجسته در حوزه عمومی و همچنین رسانه‌های جمعی در کشور بوده‌است.

## تاریخچه
از نظر تاریخی، ملی‌گرایی اسپانیایی به‌طور خاص با لیبرالیسم، در طول جنگ استقلال اسپانیا علیه ناپلئون اول فرانسه، ظهور کرد.
از سال ۱۸۰۸ ما در اسپانیا از ملی‌گرایی صحبت می‌کنیم: میهن‌پرستی قومی، حداقل در میان نخبگان، کاملاً ملی است. این بدون تردید کار لیبرال‌ها بود. نخبگان مدرن از این فرصت استفاده کردند و سعی در تحمیل برنامه‌ای از تغییرات اجتماعی و سیاسی داشتند. روش آنها راه اندازی ایده انقلابی ملت به عنوان دارنده حاکمیت بود. اعتقاد بر این است که این ایده حاکمیت اسپانیایی‌ها را با پیروزی علیه ارتش خارجی و علیه همکاران خوزه بناپارت که غیر اسپانیایی قلمداد می‌شوند، بسیج کرده‌است. لیبرال‌های اسپانیایی پیروزی خود را در میدان نبرد به هویت تب وطن میهن‌پرستی و دفاع از آزادی تبدیل کردند.
_خوزه آلوارز جونکو